# 高意静
高意静，毕业于美国俄亥俄大学人际关系学系，台湾花卉艺术家、空间花艺设计师、宴会设计师、顶级婚礼顾问；也是「珍爱时刻」和「克莉丝汀国际花卉」品牌的创始人，亦為TPMA国际花艺学院校长。

## 代表作品
- 《珍爱时刻——盛放的婚礼》[2]
- 珍爱时刻（TPM，The Precious Moment）
- TPMA国际花艺学院（TPM Academy）
- 克莉丝汀国际花卉